# Олиден, Мануэль Луис де
Мануэль Луис де Олиден Рениэль (исп. Manuel Luis de Oliden Reniel; 19 июля 1784, Буэнос-Айрес, Вице-королевство Рио-де-ла-Плата — 15 ноября 1869, Часкомус, Аргентина) — аргентинский военный и политик, сыгравший важную роль в процессе борьбы за независимость. Он занимал должность губернатора Буэнос-Айреса (1815—1818).

## Биография
Мануэль Луис де Олиден родился 19 июля 1784 года в городе Буэнос-Айресе, Вице-королевство Рио-де-ла-Плата, в богатой семье Буэнос-Айреса. Он был сыном испанского баска Франсиско Игнасио Олиден-и-Мантерола (1737—1816) и испано-аргентинки Марии Терезы Рениэль-и-Баллестерос (1750—1788).
В 1806 году он переехал в Верхнее Перу и около 1814 года женился на Марии Эустасии Амальер , дочери испано-каталонца Мигеля де Амальера и Бранкоса, богатого торговца из города Потоси, и его первой жены Мануэлы де ла Лома.
В 1808 году Мануэль Луис де Олиден Рениэль получил степень доктора права в Университете имени королевского и папского мэра Сан-Франциско Ксавьера де Чукисака. Будучи главой городского ополчения Чукисаки, он поддержал революцию 25 мая 1809 года — повстанческое движение против губернатора города Чаркас, поэтому после её провала подвергся преследованиям, конфискации имущества и был вынужден поселиться в Буэнос-Айресе.
Оказавшись в Буэнос-Айресе, он принял участие в движении Майской революции, а в 1812 году сформировал и финансировал Корпус решительных добровольцев, где собрал ополченцев, с которыми присоединился к колонне Мануэля Бельграно после битвы при Сальте. Во время Войны за независимость ему было присвоено звание почетного полковника.
Вернувшись в Буэнос-Айрес в 1815 году, Мануэль Луис де Олиден Рениэль был назначен советником городского совета Буэнос-Айреса и губернатором-интендантом Буэнос-Айреса. Во время своего правления он содействовал развитию финансов и государственного образования, а также спланировал планировку города Кильмес. В начале 1816 года он был назначен членом Комиссии по индивидуальной безопасности — вместе с доктором Мигелем Мариано де Вильегасом и Хуаном Гарсией де Коссио — и не согласился стать депутатом от Буэнос-Айреса в Тукуманском конгрессе. Он ушел с поста губернатора 9 июня 1818 года и был отмечен всеобщим согласием за свою деятельность.
После битвы при Сепеде (1820) он занимал пост министра финансов и правительства в краткосрочных правительствах Мануэля де Сарратеа и Мигеля Эстанислао Солера и участвовал в подписании Договора Пилар.
В 1832 году Мануэль Луис де Олиден Рениэль вернулся в Боливию, где основал несколько городов в восточной части страны, на территории, известной в то время как провинция Отукис. В 1854 году он вернулся в Аргентину, где поселился на ранчо недалеко от Часкомуса, отойдя от общественной жизни.
После его смерти 15 февраля 1869 года в Буэнос-Айресе его останки были отправлены на кладбище Реколета. В настоящее время его имя носят улица в Буэнос-Айресе, город в Брандсене и главный проспект в городе Ломас-де-Самора.